# Zweiter Syrischer Krieg
Der Zweite Syrische Krieg war ebenso wie der Erste Syrische Krieg eine Auseinandersetzung zwischen dem ptolemäischen Ägypten und dem Reich der Seleukiden. Er begann im Jahr 260 v. Chr. und endete im Jahr 253 v. Chr. Dem Ägypter Ptolemaios II. stand jetzt Antiochos II. gegenüber, der ausnahmsweise von Rhodos unterstützt wurde, das normalerweise auf Seiten der Ägypter stand.

## Vorgeschichte
Dem Zweiten Syrischen Krieg ging der Chremonideische Krieg (267–261 v. Chr.) um Milet und Ephesos voran, der die Ziele der beteiligten Parteien weitgehend in der Schwebe gelassen hatte.

## Verlauf
Schlachtfeld dieses Krieges waren die Ägäis, Ionien und Anatolien. Im Westen revoltierte der älteste Sohn und Mitregent des ägyptischen Königs, Ptolemaios der Sohn, nach seinen vorangegangenen Militäroperationen, fand dabei Unterstützung durch Milet, wo der Ätoler Timarchos die Macht an sich gerissen hatte, und Samos, wo dieser den ptolemäischen General beseitigte. Jedoch scheint der Aufstand rasch zusammengebrochen zu sein, denn nach dem Frühjahr 259 v. Chr. tritt „Ptolemaios der Sohn“ in der ägyptischen Chronologie nicht mehr auf (das heißt, er wurde als Mitregent abgesetzt), ein Jahr später hatte Antiochos II. Milet und Samos unter seine Kontrolle gebracht.
Wenig später, auf jeden Fall vor Mitte des Jahrzehnts, erlitt die ägyptische Flotte unter dem Nauarchen Chremonides eine Niederlage in der Seeschlacht von Ephesos gegen Rhodos, nach der Ephesos verloren ging. Dies war allerdings vorübergehend, da die Ptolemäer die Stadt gegen Ende des Krieges wieder in Besitz hatten.
Im Frühjahr 255 v. Chr. fand eine weitere Seeschlacht statt, diesmal bei Kos (Seeschlacht von Kos), in der der ägyptische Admiral Patroklos, der bereits im Chremonideischen Krieg gekämpft hatte, gegen den Makedonier Antigonos II. Gonatas, der zu dieser Zeit die Seleukiden wohl unterstützte, eine schwere Niederlage erlitt: die ägyptische Herrschaft auf den griechischen Inseln ging ihrem Ende entgegen.
Auch in Anatolien behielten die Gegner der Ptolemäer die Oberhand. Antiochos konnte in Kilikien und Pamphylien das im Syrischen Erbfolgekrieg verlorene Gelände wieder gutmachen.

## Friedensschluss
Ägyptischer Diplomatie war schließlich der Friedensschluss noch vor dem Sommer 253 v. Chr. zu verdanken. Die Vereinbarungen wurden durch den Eheschluss zwischen Antiochos II. und Ptolemaios’ Tochter Berenike die Jüngere besiegelt – was den Keim zum nächsten Waffengang in sich trug und Antiochos letztlich das Leben kostete: um diesen Teil des Vertrages zu erfüllen, musste Antiochos seine Frau Laodike verlassen, kehrte dann aber 246 v. Chr. wieder zu ihr zurück, was zu zwei Entwicklungen führte:
- Laodike nahm ihren ehemaligen Gatten wieder auf und vergiftete ihn umgehend ebenso wie Berenike und beider Sohn
- Die Ägypter sahen sich aufgrund der Behandlung ihrer Prinzessin veranlasst, den sogenannten „Laodikekrieg“ zu beginnen, der auch der Dritte Syrische Krieg genannt wird.